# Mike Dash
Mike Dash (* 1963 in London) ist ein walisischer Historiker, Journalist, Forscher und Buchautor.
Dash studierte Geschichte an der Universität Cambridge und dem King’s College London und promovierte über Britische U-Boot-Politik 1853–1918. Über 20 Jahre gab Dash die Zeitschrift Fortean Times heraus, die sich auf die Erforschung parawissenschaftlicher Phänomene spezialisiert hat und in der Nachfolge Charles Forts steht. In Deutschland sind von Dash u. a. Bücher über den Untergang der Batavia und den holländischen Tulpenwahn im 17. Jahrhundert erschienen.

## Bibliografie
- The Limit: Engineering at the Boundaries of Science. BBC, 1995, ISBN 0-563-37117-X.
- Borderlands : The Ultimate Exploration of the Unknown. Dell, 1997, ISBN 0-440-23656-8.
  - Deutsch: X-Phänomene : Spurensuche im Reich des Übersinnlichen. Übersetzt von Will de Blôme. Bettendorf, München u. a. 1997, ISBN 3-88498-110-2.
- Tulipomania : The Story of the World's Most Coveted Flower & the Extraordinary Passions It Aroused. Crown, 2000, ISBN 0-609-60439-2.
  - Deutsch: Tulpenwahn. Die verrückteste Spekulation der Geschichte. Claassen Verlag 1999, ISBN 3-5460-0177-X.
- Batavia's Graveyard: The True Story of the Mad Heretic Who Led History's Bloodiest Mutiny. Weidenfeld & Nicolson, 2002, ISBN 0-575-07024-2.
  - Deutsch: Der Untergang der Batavia. Goldmann Verlag 2003, ISBN 3-44230-984-0.
- Thug : The True Story of India's Murderous Cult. Granta Books, 2005, ISBN 1-86207-604-9.
- Satan's Circus : Murder, Vice, Police Corruption, and New York's Trial of the Century. Crown Publishing, 2007, ISBN 978-0-307-39522-1.
- The First Family: Terror, Extortion and the Birth of the American Mafia. Simon & Schuster, 2009, ISBN 978-1-84737-173-7.